# Nag Hammadi
Nag Hammadi är en stad cirka 100 kilometer norr om Luxor i Egypten. Den ligger i guvernementet Qena och folkmängden uppgår till lite mer än 50 000 invånare. Orten är mest känd för att man 1945 fann 52 skrifter, mestadels av gnostiskt ursprung, från omkring år 400. Före Nag Hammadi-fyndet var gnosticismen enbart känd genom kristen polemik mot den.